# 토니 퓰리스
앤서니 리처드 "토니" 퓰리스(영어: Anthony Richard "Tony" Pulis , 1958년 1월 16일 ~ )는 웨일스의 전 축구 선수이자 퓰리스는 19살의 나이에 FA 코치 자격증을 취득하였다. 21살에는 UEFA A급 지도자 자격증을 취득하였고, 이 자격증을 얻은 가장 어린 프로 축구 선수로 기록되었다. 퓰리스는 17년 간 선수 생활을 하며 브리스틀 로버스, 뉴포트 카운티, 본머스, 질링엄, 그리고 홍콩의 해피밸리에서 활약하였다.
퓰리스는 본머스에서 선수 겸 코치로서 처음 지도자의 길을 걷기 시작하였다. 이후 그는 해리 레드냅의 뒤를 이어 본머스의 지휘봉을 잡았다. 1995년에는 질링엄의 감독으로 부임하였으나 1999년 구단주였던 폴 스캘리와의 마찰로 인해 팀을 떠났다. 이후 맡은 브리스틀 시티와 포츠머스에서는 성공적이지 못한 감독 생활을 하였다. 2002년 스토크 시티의 감독으로 부임하였고, 2002-03 시즌 스토크를 강등으로부터 구해 내었다. 2005년 아이슬란드 출신의 보드진으루부터 경질 통보를 받은 후, 플리머스 아가일의 감독직을 맡았으나, 2006년 다시 스토크 시티 FC로 복귀하여 2007-08 시즌 프리미어리그 승격을 이끌었다. 하지만 2013년에 경질되었다. 그 후 퓰리스는 2013년 11월 23일, 프리미어리그 승격팀인 크리스털 팰리스의 감독으로 임명되었다.

## 감독 경력

### 크리스털 팰리스
퓰리스는 2013년 11월 23일 이안 할로웨이의 후임으로 크리스털 팰리스의 감독으로 임명되었다. 계약 기간은 2년 반이다. 2013년 12월 3일 첫 웨스트 햄 유나이티드와의 홈 경기에서 1-0으로 첫 승리를 거두었다. 1월 겨울 이적 시장 마지막 날에는 총 5명의 선수를 영입하였다.

## 수상 경력

### 선수
본머스
- 풋볼 리그 3부 우승: 1986-87

### 감독
질링엄
- 풋볼 리그 3부 준우승: 1995-96
- 풋볼 리그 2부 플레이오프 준우승: 1999

스토크 시티
- 풋볼 리그 챔피언십 준우승: 2007-08
- FA컵 준우승: 2010-11

크리스털 팰리스
- 프리미어리그 이달의 감독상: 2014년 4월